# Bartolomeus Krenck Sr.
Bartolomeus "Barto" Krenck Sr. (Engels: Bartemius "Barty" Crouch Sr.) is een personage uit de Harry Potterboekenserie van de Britse schrijfster Joanne Rowling.

## Personage
Krenck Sr. was getrouwd met een vrouw die in de boeken beschreven wordt als een klein broos heksje. Hij was een erg ambitieus persoon en altijd heel fel gekant tegen de Duistere machten. Dat liet hij duidelijk merken in de tijd dat hij hoofd van het Departement van Magische Wetshandhaving was. Hij was ontzettend streng, en trad hard op tegen de Dooddoeners, de volgelingen van Heer Voldemort. Hij gaf zelfs toestemming om de Onvergeeflijke Vloeken tegen hen te gebruiken. Veel zogenaamde Dooddoeners zijn zonder proces naar de Tovenaarsgevangenis Azkaban gestuurd, onder hen was ook Sirius Zwarts, die de ouders van Harry Potter zou hebben verraden aan Voldemort en diverse mensen zou hebben opgeblazen, voordat hij gevangen kon worden genomen. Later bleek hij echter onschuldig.
Krenck Sr. werd erg snel populair nadat Heer Voldemort werd verslagen door Harry Potter, en men verwachtte dat het niet lang zou duren voordat hij tot Minister van Toverkunst werd gekozen. Totdat er wat onverwachts gebeurde. Zijn zoon Bartolomeus Krenck Jr. werd beschuldigd, samen met drie andere Dooddoeners, Bellatrix, Rudolphus en Rabastan van Detta, van het martelen en permanent invalide maken van de Schouwers Frank en Lies Lubbermans. Zij waren in de veronderstelling dat de Lubbermans' wisten wat de huidige verblijfplaats van Voldemort was.
Krenck Sr. heeft zijn zoon, samen met de drie anderen, veroordeeld tot een levenslange gevangenisstraf in Azkaban. Kort daarna heeft hij zijn zoon bevrijd, en heeft zijn vrouw, die op dat moment stervende was, zijn plaats ingenomen door zichzelf te transformeren en de vorm van haar zoon aan te nemen. Dit deed hij niet uit liefde voor zijn zoon, maar uit liefde voor zijn vrouw.
Krenck Sr. is hierdoor behoorlijk impopulair geworden: zijn vrouw dood, zijn zoon door zijn toedoen opgesloten (dacht men), en zijn naam in diskrediet gebracht. Uiteindelijk is hij op een zijspoor gezet, als hoofd van het Departement van Internationale Magische Samenwerking, en hield hij zijn zoon onder controle door middel van de Imperiusvloek.
Krenck Sr. blijft behoorlijk wat jaren op dit departement, totdat Percy Wemel zijn assistent wordt. In die tijd werd ook het WK Zwerkbal gehouden. Winky, zijn huiself, haalde Krenck Sr. over om zijn zoon te laten kijken naar de finale, omdat die al die tijd binnen heeft gezeten, en zich braaf heeft gedragen (hij had uiteraard weinig keus aangezien hij onder de Imperiusvloek verkeerde). Zijn vader gaat hiermee akkoord, niet wetende dat Krenck Jr. zich steeds beter tegen de vloek kon verzetten en op sommige momenten zelfs helder was. Dit gaat echter vreselijk fout nadat zijn zoon in een heldere bui ontsnapt, en het Duistere Teken aan de hemel laat verschijnen. Krenck Sr. ontslaat Winky, omdat zij niet had kunnen voorkomen dat zijn zoon de fout in ging.
Kort daarna echter verscheen Heer Voldemort aan de voordeur van Krenck Sr., en sprak de Imperiusvloek uit over hem. Zijn zoon ging vervolgens een belangrijke taak verrichten, maar hij moest doen alsof er niets aan de hand was.
Dit mislukte deels, want ook hij kon op sommige momenten ontsnappen aan de spreuk, en hij ging naar Zweinstein om alles op te biechten aan Albus Perkamentus. Zijn zoon, die door een Wisseldrank te gebruiken de gedaante van Alastor Dolleman had aangenomen, vond hem echter eerder, en vermoordde hem.
Vlak hierna is met hulp van Krenck Jr. Heer Voldemort herrezen. Jr. overleefde het echter ook niet helemaal: kort daarna heeft hij een kus van een Dementor gekregen, waardoor hem zijn ziel werd afgenomen. Hij had wel alles opgebiecht, onder invloed van de waarheidsdrank Veritaserum.
De familie Krenck is uitgestorven.

## Krenck familie
| Arcturus Zwarts | Arcturus Zwarts | Arcturus Zwarts | Arcturus Zwarts | Arcturus Zwarts | Arcturus Zwarts |               |               | Lysandra Jeegers       | Lysandra Jeegers       | Lysandra Jeegers       | Lysandra Jeegers       | Lysandra Jeegers       | Lysandra Jeegers       |               |               |                |                |                |                |                |                |
| Arcturus Zwarts | Arcturus Zwarts | Arcturus Zwarts | Arcturus Zwarts | Arcturus Zwarts | Arcturus Zwarts |               |               | Lysandra Jeegers       | Lysandra Jeegers       | Lysandra Jeegers       | Lysandra Jeegers       | Lysandra Jeegers       | Lysandra Jeegers       |               |               |                |                |                |                |                |                |
|                 |                 |                 |                 |                 |                 |               |               |                        |                        |                        |                        |                        |                        |               |               |                |                |                |                |                |                |
|                 |                 |                 |                 | Craris Zwarts   | Craris Zwarts   | Craris Zwarts | Craris Zwarts | Craris Zwarts          | Craris Zwarts          |                        |                        | Caspar Krenck          | Caspar Krenck          | Caspar Krenck | Caspar Krenck | Caspar Krenck  | Caspar Krenck  |                |                |                |                |
|                 |                 |                 |                 | Craris Zwarts   | Craris Zwarts   | Craris Zwarts | Craris Zwarts | Craris Zwarts          | Craris Zwarts          |                        |                        | Caspar Krenck          | Caspar Krenck          | Caspar Krenck | Caspar Krenck | Caspar Krenck  | Caspar Krenck  |                |                |                |                |
|                 |                 |                 |                 |                 |                 |               |               |                        |                        |                        |                        |                        |                        |               |               |                |                |                |                |                |                |
|                 |                 |                 |                 |                 |                 |               |               | Bartolomeus Krenck Sr. | Bartolomeus Krenck Sr. | Bartolomeus Krenck Sr. | Bartolomeus Krenck Sr. | Bartolomeus Krenck Sr. | Bartolomeus Krenck Sr. |               |               | Mevrouw Krenck | Mevrouw Krenck | Mevrouw Krenck | Mevrouw Krenck | Mevrouw Krenck | Mevrouw Krenck |
|                 |                 |                 |                 |                 |                 |               |               | Bartolomeus Krenck Sr. | Bartolomeus Krenck Sr. | Bartolomeus Krenck Sr. | Bartolomeus Krenck Sr. | Bartolomeus Krenck Sr. | Bartolomeus Krenck Sr. |               |               | Mevrouw Krenck | Mevrouw Krenck | Mevrouw Krenck | Mevrouw Krenck | Mevrouw Krenck | Mevrouw Krenck |
|                 |                 |                 |                 |                 |                 |               |               |                        |                        |                        |                        |                        |                        |               |               |                |                |                |                |                |                |
|                 |                 |                 |                 |                 |                 |               |               |                        |                        |                        |                        | Bartolomeus Krenck Jr. |                        |               |               |                |                |                |                |                |                |